# Elise Klingemann
Charlotte Elisabeth Gertraud Klingemann, geborene Charlotte Elisabeth Gertraud Anschütz (17. März 1785 in Magdeburg – 26. Juli 1862 in Heidelberg) war eine deutsche Theaterschauspielerin und -leiterin.

## Leben
Klingemann, die Tochter eines Gewehrfabrikanten, wollte durchaus „zum Theater gehen“. Der Vater verschloss sich nicht dem Wunsche seines Kindes und billigte ihr erstes Debüt in ihrer Vaterstadt. Dieses fand unter den günstigsten Auspizien statt und bot ihr das nachfolgende Engagement einen geeigneten Wirkungskreis im Fache der jugendlich-munteren Liebhaberinnen. Auf ihren Reisen, auf denen sie künstlerisch fortschritt, lernte sie ihren späteren Gatten August Klingemann kennen. Sie wuchs an der Seite ihres Gatten immer mehr und nahm in dem Braunschweiger Theater, wo er Generaldirektor war, eine überaus geachtete Stellung ein.
Am 3. Mai 1810 heiratete sie Klingemann, mit dem sie zwei Töchter hatte, die ebenfalls Schauspielerinnen wurden. Gemeinsam mit ihnen spielte sie in den Jahren 1834 bis 1836 am Nationaltheater in Zürich.
Besonders ihre Leistungen als „Jungfrau von Orleans“, „Maria Stuart“, „Königin“ (Don Carlos) fanden nicht nur ungeteilten Beifall beim Publikum, sondern wurden auch neidlos von den Kolleginnen anerkannt.
Nachdem ihr Gatte gestorben war, wirkte sie bei ihrem Schwiegersohn Karl Beurer, der die Bühnen in Magdeburg, Köln, Augsburg leitete und zog sich, nachdem sie erfolgreich am Hofburgtheater unter Joseph Schreyvogel gastiert hatte, gänzlich ins Privatleben nach Heidelberg zurück, wo sie hochbetagt verstarb.